# Peter Leuthold

Peter Leuthold (1997)

Peter Eugen Leuthold (geboren 23. Februar 1937 in Villingen, Deutsches Reich, heimatberechtigt in Maschwanden; gestorben 13. Februar 2016 in Erlenbach, Schweiz) war ein Schweizer Elektroingenieur und Hochschullehrer.

## Leben
Peter Leuthold war ein Sohn des Schweizer Ingenieurs Eugen Leuthold (1903–1978), der seit 1929 beim Rundfunkgerätehersteller SABA in Villingen arbeitete. Seine Mutter stammte aus Villingen. Die Familie zog 1943 in die Schweiz nach Mitlödi und später nach Neuhausen am Rheinfall.
Leuthold studierte Elektrotechnik an der ETH Zürich und erhielt 1962 das Ingenieurdiplom. Er war dort 1963 als Assistent am Institut für Hochfrequenztechnik tätig. Von 1964 bis 1967 war er wissenschaftlicher Mitarbeiter im Philips Forschungslaboratorium in Eindhoven, wo er sich mit der Digitaltechnik und deren Anwendung in der Nachrichtentechnik beschäftigte. 1967 wurde er an der ETH promoviert und kehrte als Oberassistent an das Institut für Hochfrequenztechnik zurück. 1971 habilitierte er sich auf dem Gebiet der Elektrotechnik und erhielt Lehraufträge über spezielle Methoden der elektrischen Übertragung.
1974 ging er als Dozent für Nachrichtentechnik und Elektrizitätslehre an das 1972 gegründete Interkantonale Technikum Rapperswil (ITR), wo er seit 1976 der Abteilung für Elektrotechnik vorstand. 1977 wurde er als Professor für Nachrichtentechnik an das Institut für Hochfrequenztechnik der ETH als Nachfolger von Fritz Borgnis berufen. Das daraus entstandene Institut für Kommunikationstechnik leitete er bis zu seiner Emeritierung im Jahr 2002. Seine Forschungsschwerpunkte waren optische Netzwerke, Modulierung und Messung von Übertragungskanälen und Modulationsverfahren.
Leuthold war einer der ersten Delegierten des Präsidenten der ETH für Professorenwahlen.
Neben seiner Forschungs- und Lehrtätigkeit wurde Leuthold der erste Präsident der Informationstechnischen Gesellschaft des Schweizerischen Elektrotechnischen Vereins (SEV).
Er organisierte auch mehrere internationale IEEE-Konferenzen.

## Schriften (Auswahl)
- Filternetzwerke mit digitalen Schieberegistern. Philips Research Reports. Suppl. 1967, Nr. 5. Dissertation ETH
- Drahtlose Nachrichtenübertragung – eine Gefahr für die Umwelt? MANTO-Spezialstudie 2.24. ETH Zürich, 1984
- Beeinflussung der Umwelt durch elektromagnetische Felder. Eidg. Verkehrs- und Energiewirtschaftsdepartement, Bern 1986